# مری کلر کینگ
مری کلر کینگ (به انگلیسی: Mary-Claire King) (زاده ۲۷ فوریه ۱۹۴۶) زیست‌شناس آمریکایی است. او هم‌اکنون استاد دانشگاه واشنگتن است.

## زندگی شخصی
زمانی که مری پنج ساله بود، بهترین دوستش را به خاطر سرطان از دست داد. به همین دلیل و برای درمان چنین بیماری‌هایی به علم علاقه‌مند شد.

## جوایز
- ۲۰۱۴: جایزه لسکر (دستاورد استثنایی)